# Michelangelo Pergolesi
Michelangelo Pergolesi (1760 – 1801) è stato un artista italiano nel campo delle decorazioni, vissuto nel XVIII secolo. Ha lavorato principalmente in Inghilterra.

## Biografia
I dettagli biografici sono molto scarsi. Si sa solo che, come già era successo a Giovanni Battista Cipriani, è stato invitato a recarsi in Inghilterra da Robert Adam, dopo il famoso grand tour continentale compiuto da Robert Adam col fratello John e che ne divenne grande amico e ne influenzò lo stle, Pergolesi collaborò con Adam anche nella realizzazione di Syon House, residenza del Duca di Northumberland.
Pergolesi ha lavorato molto per gli Adam e i suoi disegni sono talmente simili a quelli per cui gli Adam sono conosciuti che è impossible negarne l'influenza sul suo stile: come per loro, anche la sua gamma artistica era di ispirazione cattolica. Ha progettato mobili, caminetti, soffitti, lampadari, porte e ornamento murale con identica felicità stilistica, ed è stato ineguagliato come artista esperto della lavorazione a basso rilievo in gesso, rifacendosi all'antichità classica.
Si è distinto nella realizzazione di opere quali urne, sfingi e grifoni intrecciati, in piccole putti con archi e torce, in trofei di strumenti musicali e armi da guerra, e in arabeschi floreali e ha lavorato molto per le decorazioni di interni, mobili compresi, in stile rococò, influenzato dalle scoperte archeologiche susseguenti agli scavi archeologici di Pompei. I pannelli centrali delle sue mura e dei suoi soffitti erano spesso occupati da soggetti classici e pastorali dipinti da Giovan Battista Cipriani, Angelica Kauffman o marito Antonio Zucchi, e talvolta dallo stesso Pergolesi. Queste ninfe e amorini, con la loro aria disincantata e la grazia classica, non di rado sono stati utilizzati come copie per la pittura di mobili in legno satinato risalenti all'ultimo quarto del XVIII secolo, e per la popolarità della quale goderono – di cui Pergolesi era in larga misura responsabile – sono stati anche riprodotti in simil-intarsio (legno intagliato, senza inserti decorativi).
A quanto pare, alcuni di questi dipinti sono stati eseguiti di suo pugno; in ogni caso, quasi tutti i pezzi a lui attribuiti sono notevoli esempi di gusto artistico e di abilità tecnica.
Pergolesi ha progettato e decorato piatti di argento, e molti dei suoi modelli sono attribuiti ai fratelli Adam dai creatori e acquirenti di riproduzioni moderne. Vi è, inoltre, motivo di credere che egli aiutò la ditta Adam nel lavoro puramente architettonico. Come Angelica Kauffman, Pergolesi sembra aver fatto ritorno in Italia, nell'ultimo periodo della sua vita.
Pergolesi ha scritto Disegni per Vari Ornamenti per 70 Piatti pubblicato tra il 1777 e il 1801.